# Dahntay Jones
Dahntay Lavall Jones (Trenton, 27 dicembre 1980) è un ex cestista statunitense.

## Carriera
È stato selezionato dai Boston Celtics al primo giro del Draft NBA 2003 (20ª scelta assoluta).

## Statistiche

### College
| Anno      | Squadra            | PG  | PT  | MP   | TC%  | 3P%  | TL%  | RP  | AP  | PRP | SP  | PP   |
| --------- | ------------------ | --- | --- | ---- | ---- | ---- | ---- | --- | --- | --- | --- | ---- |
| 1998-1999 | Rutgers S. Knights | 32  | 28  | 26,3 | 42,3 | 32,4 | 81,4 | 4,1 | 1,5 | 1,2 | 0,8 | 10,7 |
| 1999-2000 | Rutgers S. Knights | 31  | 31  | 33,6 | 41,4 | 34,5 | 70,9 | 4,6 | 2,0 | 0,9 | 0,6 | 16,0 |
| 2001-2002 | Duke Blue Devils   | 35  | 32  | 28,9 | 50,5 | 23,1 | 72,5 | 4,2 | 1,1 | 0,8 | 0,5 | 11,2 |
| 2002-2003 | Duke Blue Devils   | 33  | 30  | 30,7 | 47,0 | 39,8 | 74,9 | 5,5 | 0,9 | 1,2 | 0,5 | 17,7 |
| Carriera  | Carriera           | 131 | 121 | 29,8 | 45,2 | 34,4 | 74,5 | 4,6 | 1,4 | 1,0 | 0,6 | 13,8 |

### NBA

#### Regular Season
| Anno       | Squadra             | PG  | PT  | MP   | TC%  | 3P%  | TL%  | RP  | AP  | PRP | SP  | PP   |
| ---------- | ------------------- | --- | --- | ---- | ---- | ---- | ---- | --- | --- | --- | --- | ---- |
| 2003-2004  | Memphis Grizzlies   | 20  | 0   | 7,7  | 28,3 | 25,0 | 45,5 | 1,2 | 0,6 | 0,3 | 0,3 | 1,8  |
| 2004-2005  | Memphis Grizzlies   | 52  | 7   | 12,5 | 43,7 | 38,3 | 68,8 | 1,3 | 0,4 | 0,3 | 0,2 | 4,5  |
| 2005-2006  | Memphis Grizzlies   | 71  | 4   | 13,6 | 41,4 | 14,3 | 64,5 | 1,5 | 0,5 | 0,5 | 0,2 | 4,0  |
| 2006-2007  | Memphis Grizzlies   | 78  | 25  | 21,4 | 47,7 | 41,7 | 79,3 | 2,0 | 0,9 | 0,5 | 0,3 | 7,5  |
| 2007-2008  | Sacramento Kings    | 25  | 0   | 8,2  | 43,4 | 16,7 | 66,7 | 1,4 | 0,5 | 0,3 | 0,2 | 3,2  |
| 2008-2009  | Denver Nuggets      | 79  | 71  | 18,1 | 45,8 | 64,7 | 72,8 | 2,1 | 1,0 | 0,6 | 0,2 | 5,4  |
| 2009-2010  | Indiana Pacers      | 76  | 26  | 24,9 | 46,1 | 12,5 | 77,0 | 3,0 | 2,0 | 0,5 | 0,5 | 10,2 |
| 2010-2011  | Indiana Pacers      | 45  | 2   | 13,1 | 46,7 | 35,9 | 76,7 | 1,4 | 0,7 | 0,4 | 0,2 | 6,3  |
| 2011-2012  | Indiana Pacers      | 65  | 3   | 16,2 | 40,9 | 42,9 | 83,8 | 1,8 | 1,0 | 0,4 | 0,2 | 5,3  |
| 2012-2013  | Dallas Mavericks    | 50  | 15  | 12,7 | 35,7 | 21,6 | 80,5 | 1,4 | 0,6 | 0,2 | 0,1 | 3,5  |
| 2012-2013  | Atlanta Hawks       | 28  | 4   | 13,6 | 39,0 | 25,0 | 67,7 | 1,1 | 0,7 | 0,4 | 0,0 | 3,1  |
| 2014-2015  | L.A. Clippers       | 33  | 0   | 3,7  | 28,6 | 0,0  | 81,8 | 0,3 | 0,1 | 0,1 | 0,0 | 0,6  |
| 2015-2016† | Cleveland Cavaliers | 1   | 0   | 42,0 | 42,9 | 50,0 | -    | 5,0 | 2,0 | 1,0 | 2,0 | 13,0 |
| 2016-2017  | Cleveland Cavaliers | 1   | 0   | 12,0 | 37,5 | 0,0  | 75,0 | 2,0 | 1,0 | 0,0 | 0,0 | 9,0  |
| Carriera   | Carriera            | 624 | 157 | 15,7 | 43,9 | 32,9 | 75,1 | 1,7 | 0,8 | 0,4 | 0,2 | 5,4  |

#### Playoffs
| Anno     | Squadra             | PG | PT | MP   | TC%  | 3P%  | TL%  | RP  | AP  | PRP | SP  | PP  |
| -------- | ------------------- | -- | -- | ---- | ---- | ---- | ---- | --- | --- | --- | --- | --- |
| 2005     | Memphis Grizzlies   | 3  | 0  | 23,7 | 38,1 | 60,0 | 75,0 | 3,0 | 0,3 | 0,3 | 0,0 | 7,3 |
| 2006     | Memphis Grizzlies   | 4  | 0  | 11,5 | 71,4 | -    | 70,0 | 1,8 | 0,0 | 0,3 | 0,0 | 4,3 |
| 2009     | Denver Nuggets      | 16 | 16 | 17,5 | 48,1 | 25,0 | 76,7 | 2,4 | 0,6 | 0,8 | 0,3 | 7,0 |
| 2011     | Indiana Pacers      | 3  | 0  | 16,7 | 45,0 | 0,0  | 88,9 | 0,7 | 0,7 | 0,3 | 0,0 | 8,7 |
| 2012     | Indiana Pacers      | 7  | 0  | 8,3  | 22,2 | 22,2 | 100  | 1,0 | 0,4 | 0,1 | 0,0 | 2,4 |
| 2013     | Atlanta Hawks       | 5  | 0  | 3,8  | 25,0 | -    | 100  | 0,2 | 0,0 | 0,0 | 0,0 | 0,8 |
| 2015     | L.A. Clippers       | 11 | 0  | 1,6  | 100  | -    | -    | 0,1 | 0,0 | 0,2 | 0,0 | 0,4 |
| 2016†    | Cleveland Cavaliers | 15 | 0  | 3,3  | 46,2 | 33,3 | 80,0 | 0,5 | 0,1 | 0,1 | 0,1 | 1,1 |
| 2017     | Cleveland Cavaliers | 10 | 0  | 3,3  | 50,0 | 50,0 | 100  | 0,7 | 0,1 | 0,0 | 0,1 | 1,6 |
| Carriera | Carriera            | 74 | 16 | 8,4  | 44,8 | 29,4 | 81,2 | 1,1 | 0,3 | 0,3 | 0,1 | 3,2 |

## Palmarès
- Campionato NBA: 1

Cleveland Cavaliers: 2016